# Академгородок Лаборатории № 2 АН СССР
Академгородок Лаборатории № 2 АН СССР — ансамбль из трёх жилых домов в районе Щукино Северо-Западного административного округа Москвы. Находится на пересечении улицы Маршала Новикова и улицы Максимова. Дома были построены в 1945—1948 годах по проекту архитектора Л. Б. Карлика под руководством И. В. Жолтовского. Жилые дома предназначались для сотрудников Лаборатории № 2 (ныне Курчатовский институт). Академгородок Лаборатории № 2 АН СССР имеет статус выявленного объекта культурного наследия.

## История
Лаборатория № 2 АН СССР, основной задачей которой являлось создание ядерного оружия, была создана 11 февраля 1943 года. Согласно постановлению от 3 декабря 1944 года для сотрудников лаборатории предполагалось построить жилой дом на 60 квартир. 15 марта 1945 года вместо него было решено построить три жилых дома 20 квартир каждый.
Проектированием жилого комплекса занимался Проектно-изыскательный отдел Главного управления аэродромного строительства НКВД СССР под руководством И. В. Жолтовского. Автор проекта — архитектор Л. Б. Карлик. Куратором строительства был Л. П. Берия. В строительстве домов принимали участие заключённые, осуждённые за бытовые преступления, а также высококвалифицированные специалисты, в том числе из немецких военнопленных. Первых жильцов начали заселять в 1946 году, однако внешняя отделка домов была завершена только к 1948 году. Это было сделано из-за мягкого грунта, который мог дать осадку.
Центральный корпус жилого комплекса имеет 4 этажа, а два боковых — по три. В оформлении ансамбля видны элементы итальянской, английской и грузинской архитектуры. Здания богато декорированы в стиле ампир. В оформлении видны палладианские мотивы, характерные для Жолтовского. Стены выкрашены в охристый цвет, напоминающий тосканскую гамму, а завитки ворот напоминают мотивы итальянского неоренессанса. Перед домами располагается сквер, а двор выходит в лесопарк (ныне — парк Генерала Жадова). Многие деревья в сквере были высажены руками живших в этих домах физиков.
В каждом подъезде — по две квартиры на этаже. Они имеют по две, три или четыре комнаты. Трёхкомнатные квартиры включали гостиную-столовую, кухню с альковом для домработницы и две спальни, между которыми размещался санузел. Комната около кухни могла также служить кабинетом. Высота потолков составила 3,4 м. Сдавались квартиры с улучшенной отделкой и меблировкой. Первый этаж центрального корпуса занимали гастроном № 7 и парикмахерская. Гастроном в первую очередь предназначался для учёных и снабжался по высшему разряду. В подвале размещались кладовые для жильцов. Во дворе до конца 1960-х годов стояли сараи. Дома первоначально располагались за забором.
В жилом комплексе жили известные учёные: физики А. Д. Сахаров, Е. К. Завойский, И. К. Кикоин, И. Н. Головин, Н. С. Хлопкин, Л. А. Арцимович, М. А. Леонтович, Д. А. Франк-Каменецкий, Б. Б. Кадомцев, М. Г. Мещеряков, Л. М. Неменов, П. Е. Спивак, Н. А. Черноплёков, Ю. М. Каган, Е. Н. Бабулевич, радиохимик Б. В. Курчатов (брат И. В. Курчатова) и многие другие.
В начале 1990-х годов нежилые помещения перешли в собственность города. Дома постепенно ветшали, а капитальный ремонт не проводился. В 2001 году появились планы сноса домов и строительства на их месте элитного жилого комплекса компании Дон-строй. Чтобы сохранить свои дома жители в 2003 году объединились в ТСЖ «Курчатовское». Они взяли на себя управление домами и оформили собственность на землю. Поскольку подвалы домов изначально предназначались под чуланы для квартир, жильцам удалось оформить их в собственность. За счёт сдачи в аренду подвальных помещений ТСЖ стало получать основной доход. Чтобы ещё больше обезопасить дома от сноса, жильцы решили подать заявку на признание комплекса объектом культурного наследия. В этом помогли найденные в первом отделе Курчатовского института документы о строительстве домов за подписью Жолтовского. Чтобы вернуть зданием первоначальный вид жители сами убрали застекление балконов.
14 ноября 2007 года было Экспертная комиссия по недвижимым объектам и их территориям приняло решение об отнесении ансамбля академгородка к выявленным объектам культурного наследия. При принятии решения были учтены мемориальная ценность ансамбля, связанного с именами выдающихся советских физиков-ядерщиков, цельность ансамбля, сочетающего высокие качества архитектуры и природно-ландшафтного комплекса, и хорошая сохранность первоначального облика зданий. В 2009 году ансамбль академгородка был включён в перечень выявленных объектов культурного наследия города Москвы. Охранный статус получили три жилых дома, пилоны двух ворот и сквер. Облик жилого комплекса практически не изменился со времени постройки, за исключением реконструированных карнизов.

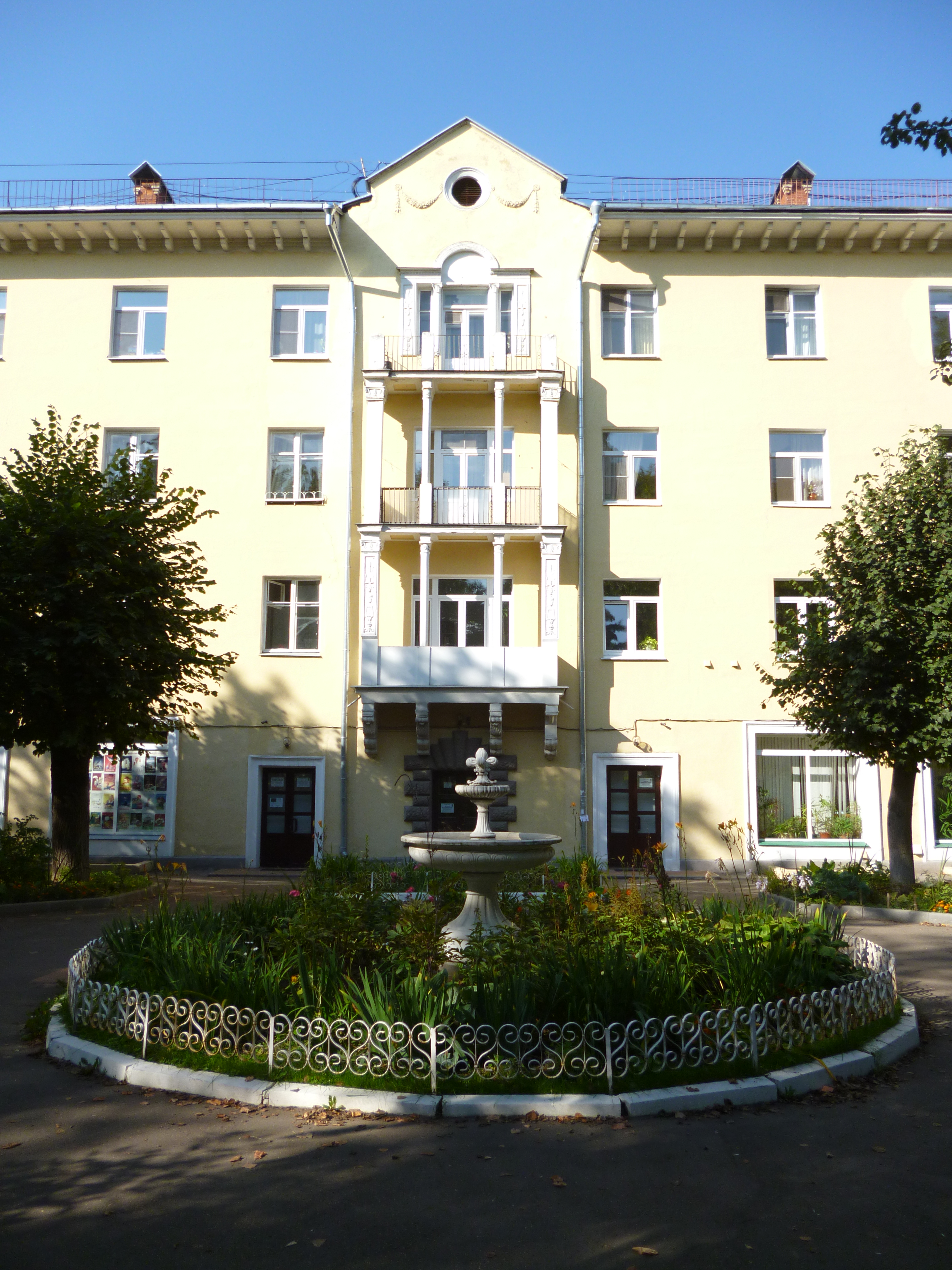
Центральный корпус
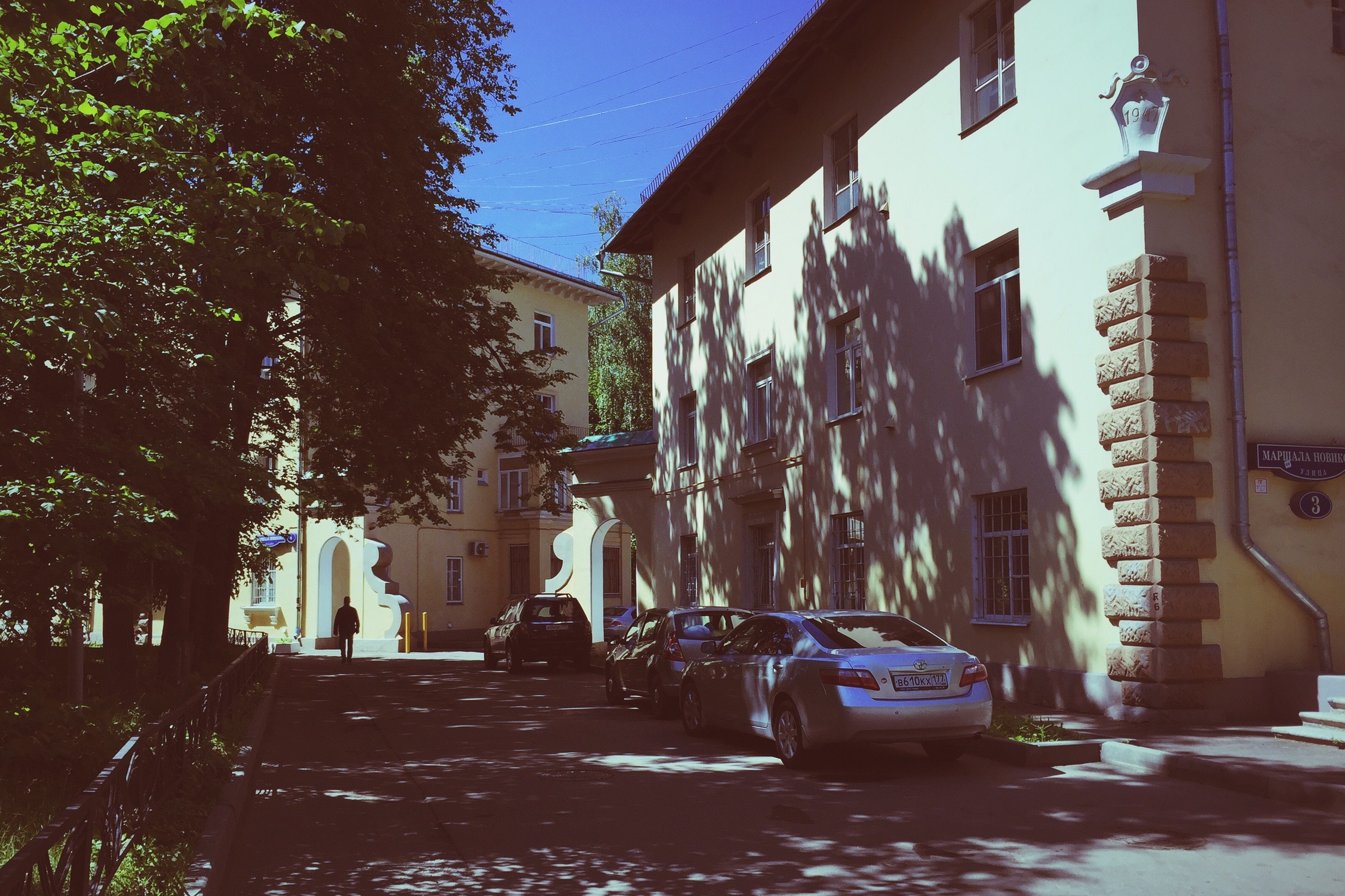
Боковой корпус. Картуш «1947» на углу и ворота с завитками между корпусами.
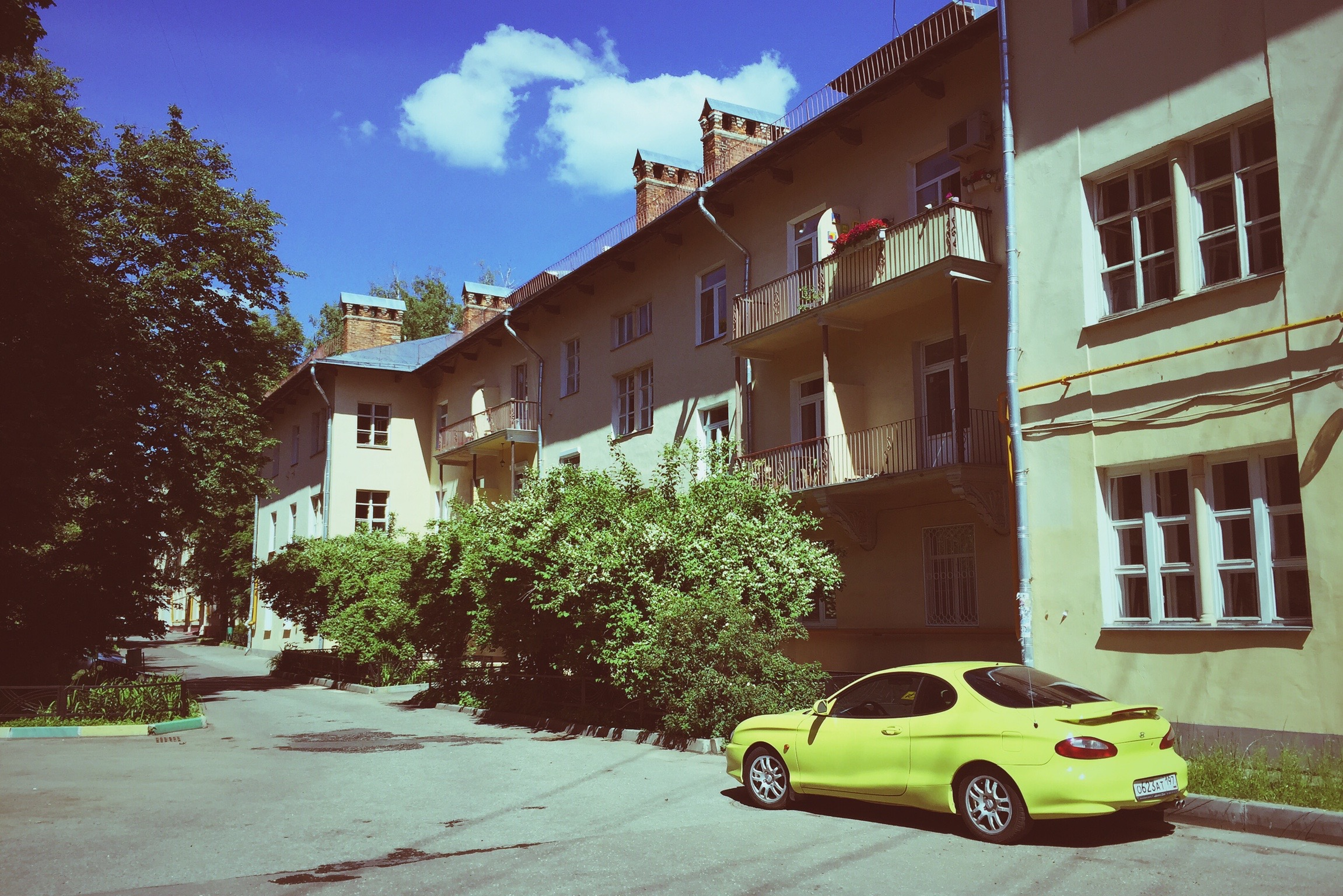
Вид со двора
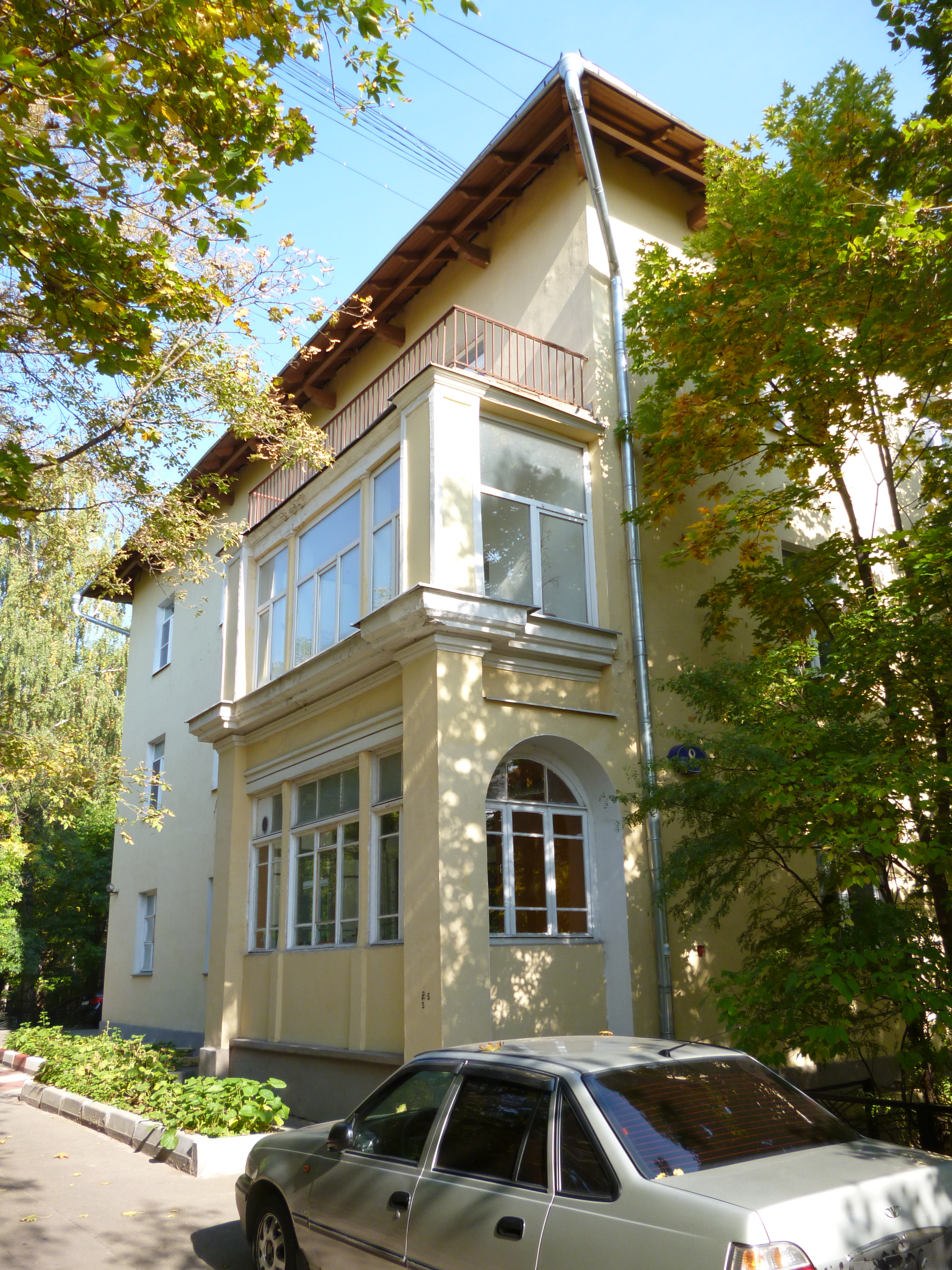
Лоджии

## Музей быта советских учёных
В начале 2000-х годов потомки Б. В. Курчатова решили продать его квартиру. Мебель и личные вещи радиохимика оказались им не нужны, но соседи приняли решение их сохранить для будущего музея. Некоторое время они находились в подвале жилого комплекса. Затем ТСЖ арендовало у города помещение бывшего гастронома, и в 2005 году там был открыт «Музей быта советских учёных». Его основой стали вещи и мебель Б. В. Курчатова, часть экспонатов приносили другие жильцы.
Экспозиция музея разделена на две части. В перовой, называемой «Квартирой советского ученого», воссоздана обстановка квартиры Б. В. Курчатова. Во втором зале «Гастроном» сохранена обстановка бывшего продуктового магазина, в частности кафельная отделка стен и барная стойка конца 1980-х — начала 1990-х, а также таблички советского времени.
Создатели музей стремились передать атмосферу советского быта. В первой части воссоздана обстановка прихожей, кабинета, столовой и гостиной. Там располагаются шкафы, трюмо, столы, кресла, швейные и пишущие машинки, утюги, пылесосы, полотёр, дисковые телефоны, фото- и киноаппараты, телевизор, радиоприёмники, книги, плакаты и журналы, чашки и пепельницы, спортивный инвентарь, музыкальные инструменты, детские игрушки, одежда, чемоданы, детские санки, различные научные приборы. В библиотеке музея помимо профессиональной литературы физиков-ядерщиков имеется множество художественных книг. Сохранилась и личная переписка учёных.
В зале «Гастроном» можно увидеть грузинские вина и пепси-колу, соки в трёхлитровых банках, треугольные молочные пакеты, папиросы, электрический самовар, связки баранок и сушек, стаканы с подстаканниками, весы, табличку с нормой отпуска товаров, «сахарную голову» в виде конуса.
Музей открывается для групповых экскурсий по предварительной договорённости. Вход в музей платный.

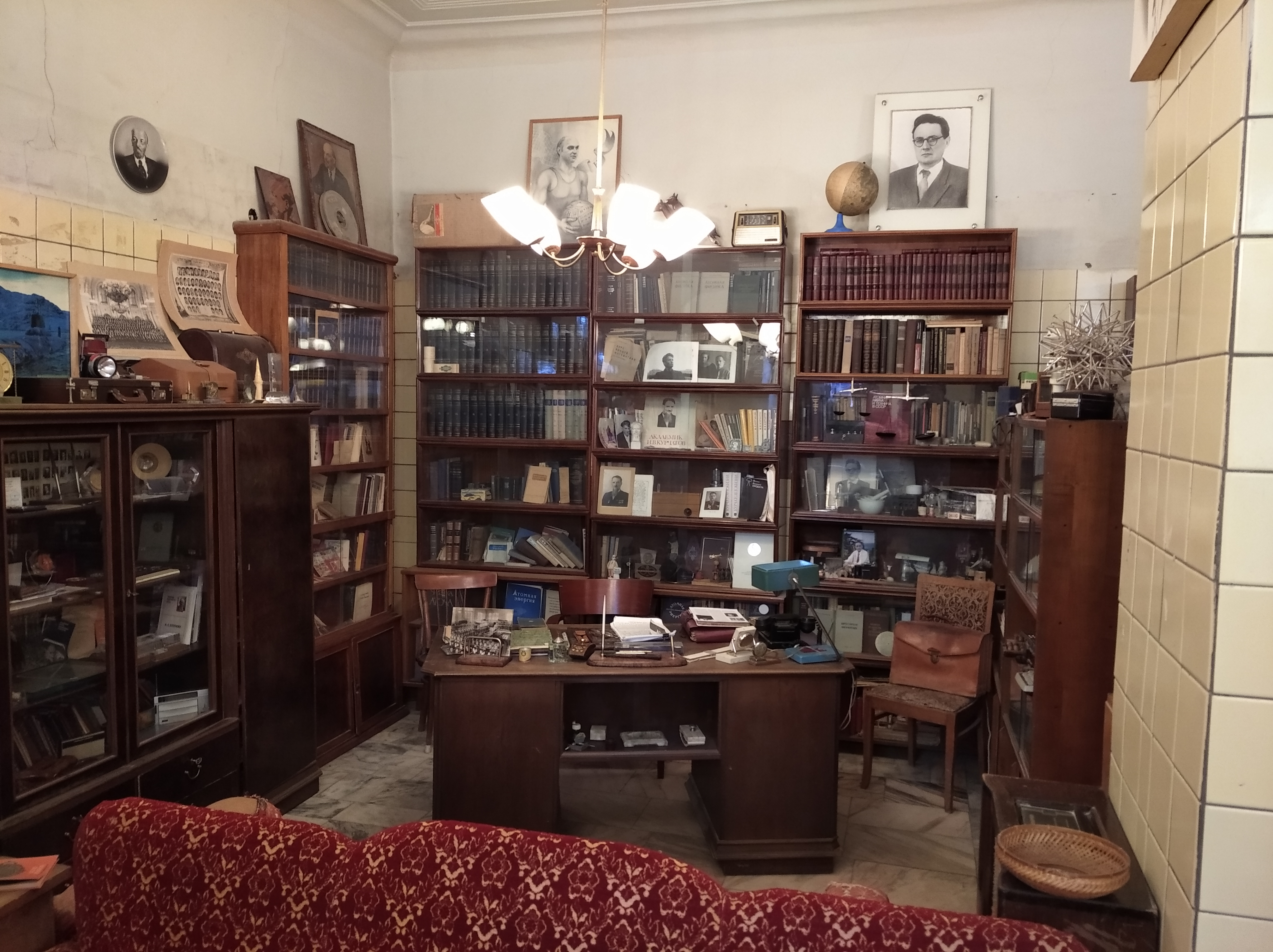
Кабинет Б. В. Курчатова
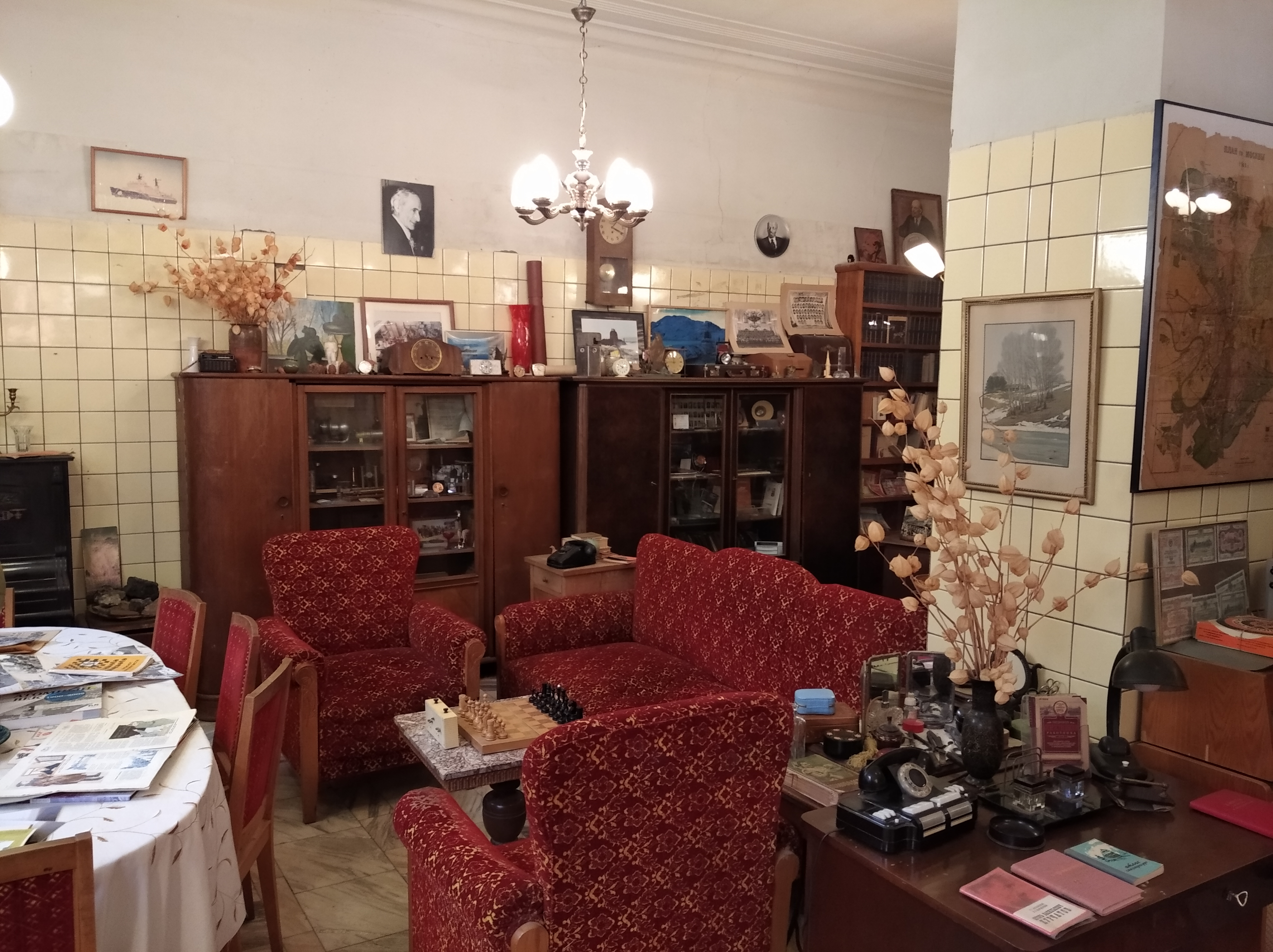
Гостиная
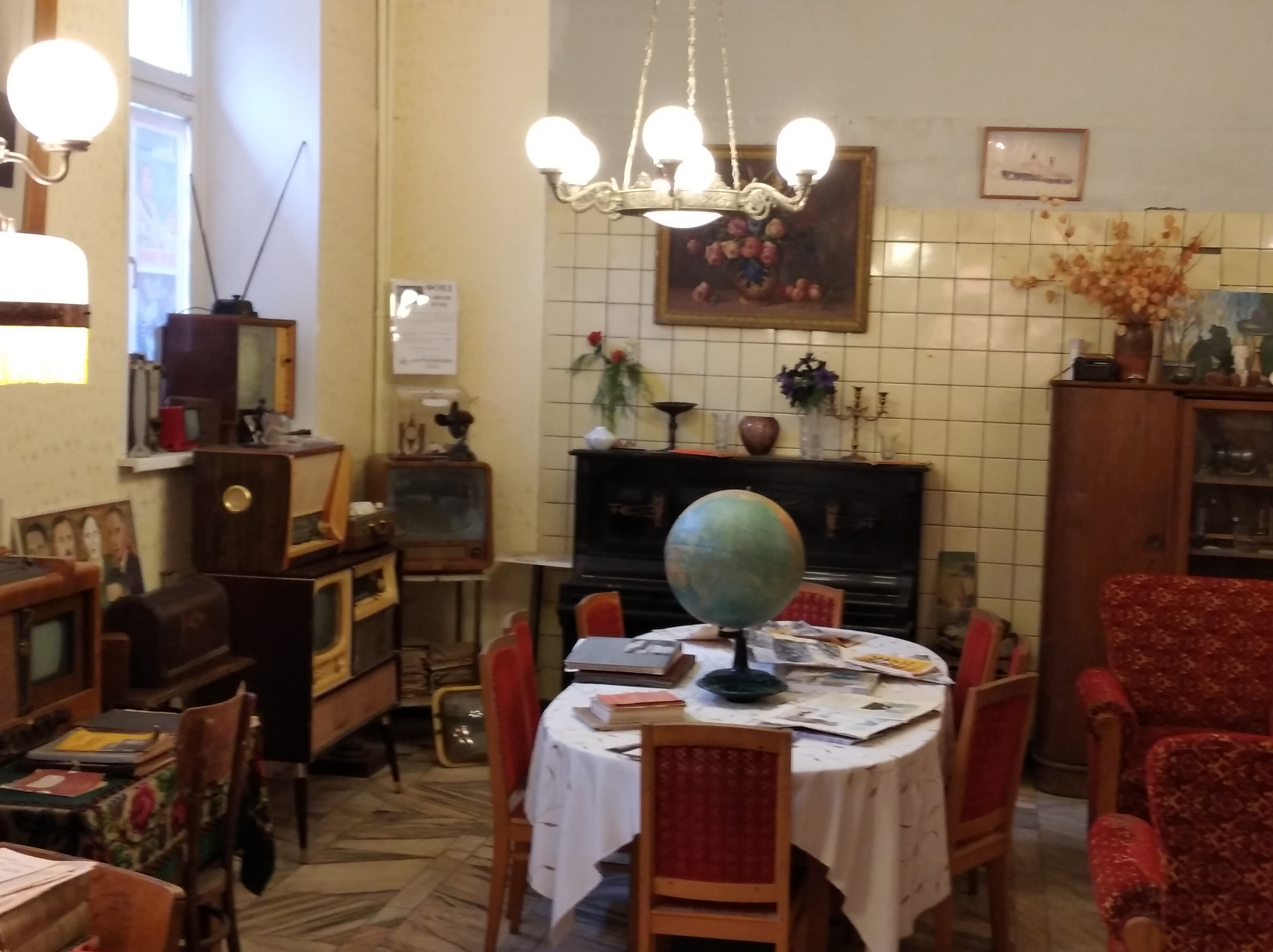
Столовая
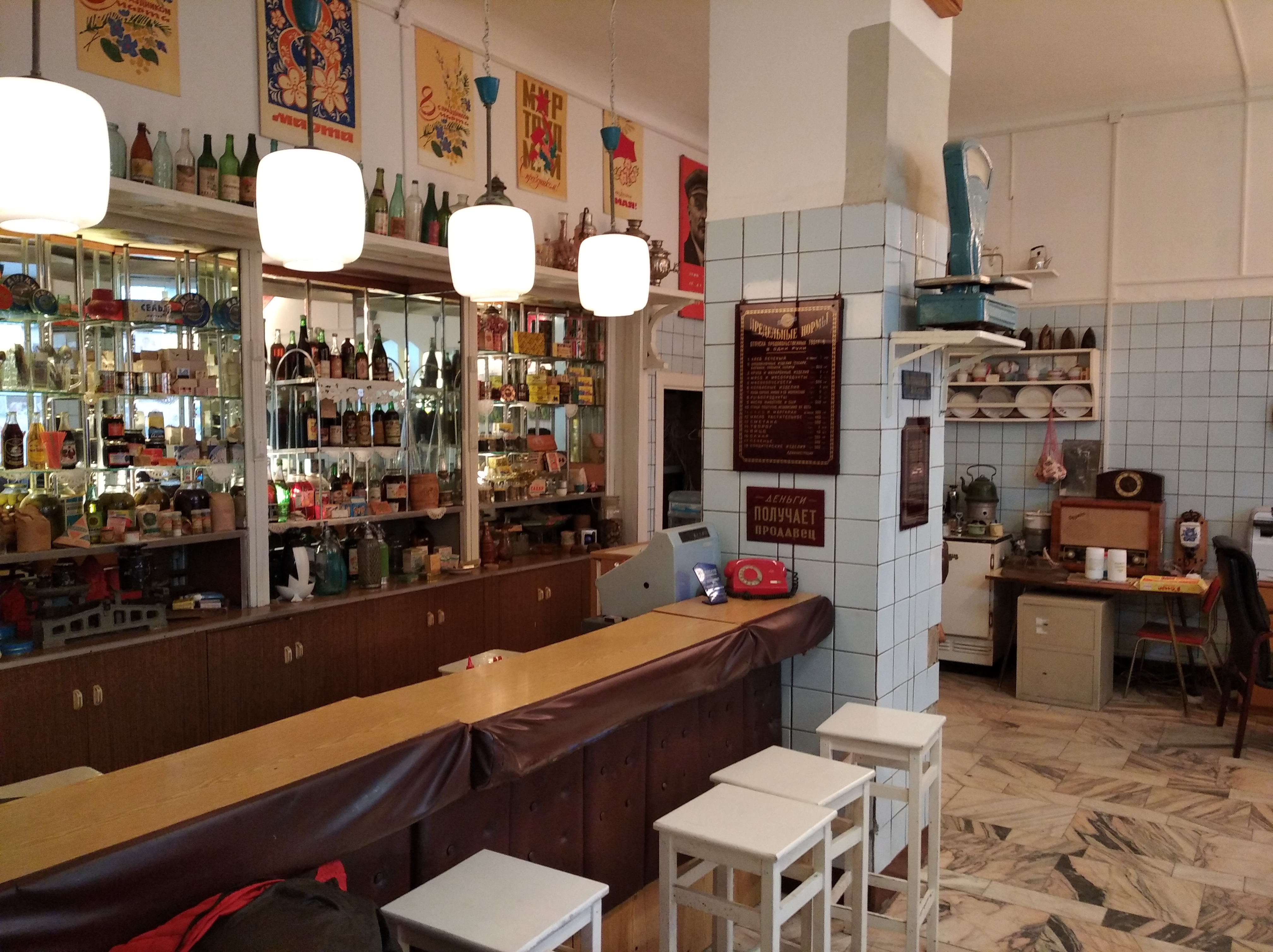
Гастроном
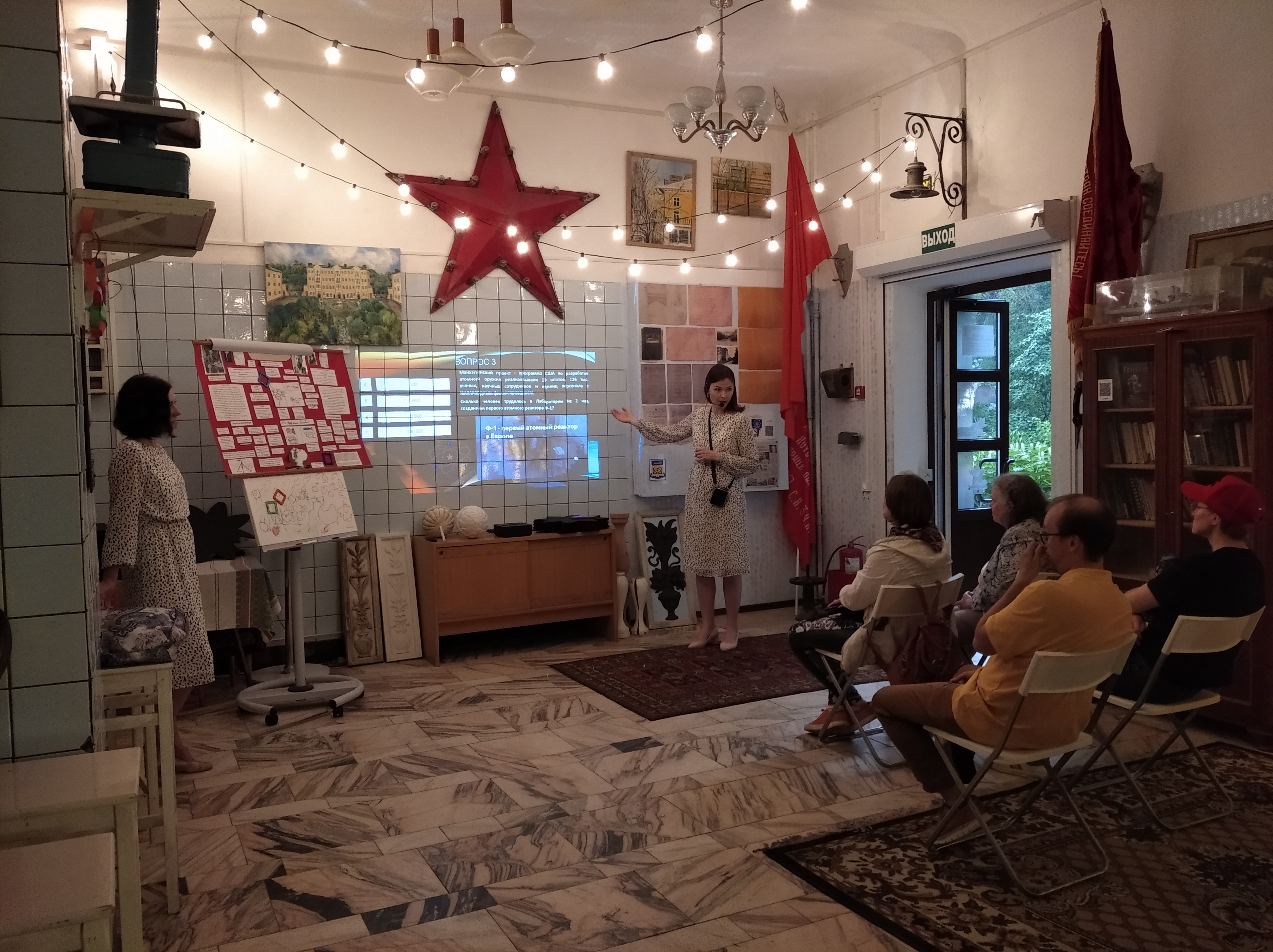
На экскурсии